# Aegista
Aegista is een geslacht van weekdieren uit de klasse van de Gastropoda (slakken).

## Soort
- Aegista hiroshifukudai Hirano, Kameda & Chiba, 2016